# 다나 (가수)
다나(본명: 홍성미, 1986년 7월 17일~)는 대한민국의 가수, 배우이다. 2001년 1집 DANA로 데뷔 해서 음반을 2개 냈다.

## 학력
- 서울청담초등학교
- 청담중학교
- 하남고등학교
- 한국외국어대학교 중국어

## 방송
| 연도      | 방송사 | 제목                           | 역할                  | 비고               |
| --------- | ------ | ------------------------------ | --------------------- | ------------------ |
| 2002      | MBC    | 논스톱 3                       | 다나                  |                    |
| 2003      | iTV    | 다나의 DMZ                     | 진행                  |                    |
| 2011~2012 | MBC    | 애정만만세                     | 변동우의 맞선녀       | 드라마 / 특별출연  |
| 2012      | KBS2   | KBS 드라마 스페셜 - 아모레미오 | 강미래                | 드라마             |
| 2012      | tvN    | 오페라스타 2012                | 출연                  |                    |
| 2014      | SBS    | 정글의 법칙 in 솔로몬제도      | 출연                  |                    |
| 2016      | KBS1   | 반짝반짝 작은 별               |                       | 다문화 특집 드라마 |
| 2016      | MBC    | 미스터리 음악쇼 복면가왕       | 심쿵주의 눈꽃여왕     | 41~42회            |
| 2016      | MBC    | MBC 100분 토론                 | 출연                  | 726회              |
| 2016      | MBC    | 2016 DMC 페스티벌              | 울렁 울렁 체중계 마비 |                    |
| 2016      | MBC    | 황금주머니                     | 금두나                | 드라마             |

## 영화
| 연도 | 제목        | 역할     | 비고 |
| ---- | ----------- | -------- | ---- |
| 2000 | 평화의 시대 | 다나공주 |      |
| 2015 | 설지        | 설지     |      |

## 뮤직비디오
- 2001년 강타 북극성
- 2012년 바비킴 너만이
- 2012년 김유경 그 사람 입니다
- 2012년 먼데이키즈 차가운 커피
- 2012년 장혜진 가슴이 몰랐던 일

## 뮤지컬
- 2002년 피터팬 웬디役
- 2010년 대장금 시즌3 서장금役
- 2010년/2012년~2013년 락 오브 에이지 쉐리役
- 2010년~2011년/2013년~2014년 삼총사 콘스탄스役
- 2012년~2013년 캐치 미 이프 유 캔 브렌다役
- 2013년 보니 앤 클라이드 보니役
- 2015년 로빈훗 조이役
- 2015년~2016년 위대한캣츠비 RE:BOOT 선役
- 2016년 별이 빛나는 밤에 한주리役

## CF
- 2001년 스포츠신문 스포츠투데이
- 2001년/2002년 해태제과 화이트엔젤
- 2002년 CJ제일제당 쁘띠첼
- 2003년 오뚜기 3분 요리

## 음반
솔로 음반 목록
- 2001: 《DANA》
- 2003: 《남겨둔 이야기》

## 수상
| 연도 | 사항                                       |
| ---- | ------------------------------------------ |
| 2001 | 연예정보신문 신인상                        |
| 2003 | 중국문화부 장관 공헌상                     |
| 2003 | MTV 스타일 어워드 - 올해의 한국 아티스트상 |